# 黃絲帶運動
黄丝带（羅馬化：Zhovta strichka）是乌克兰被占领土上的抵抗运动。该运动于2022年4月俄罗斯军事入侵后成立，目标是通过信息抵抗、反對及抗議俄罗斯及其軍隊对乌克兰的占领。